# Ebrima Sohna
Ebrima Sohna (ur. 14 grudnia 1988 w Bakau) – gambijski piłkarz występujący na pozycji pomocnika.

## Kariera klubowa
Sohna seniorską karierę rozpoczynał w 2005 roku w klubie Wallidan. W tym samym roku zdobył z nim mistrzostwo Gambii. W 2007 roku trafił do norweskiego Sandefjordu. W Tippeligaen zadebiutował 9 kwietnia 2007 roku w przegranym 0:3 pojedynku z Lyn Fotball. W tym samym roku spadł z zespołem do 1. divisjon. Po roku powrócił z nim do Tippeligaen. 6 maja 2008 roku w wygranym 3:1 spotkaniu z Vikingiem strzelił pierwszego gola w tych rozgrywkach. W 2010 roku ponownie spadł z klubem do 1. divisjon.
W 2012 roku Sohna podpisał kontrakt z fińskim drugoligowcem, zespołem RoPS. Następnie grał w takich zespołach jak: KuPS, Wostok Ust-Kamienogorsk, ponownie KuPS, Al-Arabi Kuwejt, VPS, Keşlə Baku, Mosta FC i ASEC Ndiambour. W 2021 przeszedł do rodzimego Fortune FC.

## Kariera reprezentacyjna
Sohna jest byłym członkiem kadry Gambii U-17 oraz U-20. W 2005 roku z zespołem U-17 zdobył mistrzostwo Afryki, a w 2007 roku uczestniczył w Mistrzostw Świata U-20 w 2007 roku. W pierwszej reprezentacji Gambii zadebiutował w 2007 roku. 30 maja 2010 roku w przegranym 1:5 meczu z Meksykiem strzelił pierwszego gola w drużynie narodowej.